# Associazione Calcio Cesena 2006-2007
Questa pagina raccoglie le informazioni riguardanti l'Associazione Calcio Cesena nelle competizioni ufficiali della stagione 2006-2007.

## Stagione
Nella stagione 2006-2007 il Cesena disputa il campionato di Serie B, con 49 punti ottiene il sedicesimo posto. Questo torneo è quello delle nozze d'Argento del Cesena, vale a dire il 25º torneo cadetto, un torneo con tante squadre blasonate, dalla Juventus al Napoli, dal Genoa al Bologna. Dopo l'ottima scorsa stagione, in questa il Cesena deve volare basso perché le esigenze economiche hanno prevalso su quelle tecniche in tema di mercato. Ceduti i pezzi pregiati, il confermato Fabrizio Castori deve partire a fari spenti, ma nonostante tutto chiude il girone di andata con 29 punti, in una solida posizione di centro classifica. Nel girone di ritorno si perdono alcune posizioni, ma si termina il campionato in calo e con qualche patema di troppo, ma in salvo con due turni di anticipo. Da segnalare l'umiliante (1-4) nel derby con il Bologna. Tre i marcatori cesenati in evidenza, il senegalese Papa Waigo con 15 reti, Graziano Pellè con 11 reti ed Emiliano Salvetti nove centri con 4 rigori. Nella Coppa Italia il Cesena nel primo turno supera la Lucchese, mentre esce nel secondo turno perdendo in casa (1-2) con la Juventus.

## Rosa
| N. |                    | Ruolo | Calciatore             |
| -- | ------------------ | ----- | ---------------------- |
| 1  | Italia (bandiera)  | P     | Luigi Turci            |
| 2  | Italia (bandiera)  | C     | Cristian Jidayi        |
| 2  | Italia (bandiera)  | D     | Rocco Sabato           |
| 3  | Italia (bandiera)  | D     | Maurizio Lauro         |
| 4  | Brasile (bandiera) | C     | Luís Gabriel Sacilotto |
| 4  | Italia (bandiera)  | D     | Denis Tonucci          |
| 5  | Italia (bandiera)  | D     | Fabio Vignati          |
| 6  | Italia (bandiera)  | D     | Daniele Ficagna        |
| 7  | Italia (bandiera)  | C     | Andrea Lazzari         |
| 7  | Italia (bandiera)  | A     | Alessandro Pellicori   |
| 8  | Italia (bandiera)  | C     | Manolo Pestrin         |
| 8  | Italia (bandiera)  | C     | Ciro Danucci           |
| 9  | Italia (bandiera)  | A     | Graziano Pellè         |
| 10 | Italia (bandiera)  | A     | Emiliano Salvetti      |
| 11 | Senegal (bandiera) | A     | Papa Waigo             |
| 12 | Italia (bandiera)  | P     | Alessio Sarti          |
| 13 | Italia (bandiera)  | D     | Dario Bova             |
| 13 | Italia (bandiera)  | P     | Andrea Rossini         |
| 14 | Brasile (bandiera) | C     | Adriano Mezavilla      |
| 15 | Italia (bandiera)  | C     | Francesco Ferrini      |

| N. |                      | Ruolo | Calciatore         |
| -- | -------------------- | ----- | ------------------ |
| 15 | Italia (bandiera)    | D     | Nebil Caidi        |
| 16 | Italia (bandiera)    | C     | Mirko Drudi        |
| 17 | Italia (bandiera)    | C     | Andrea Bracaletti  |
| 18 | Italia (bandiera)    | C     | Luigi Pagliuca     |
| 19 | Italia (bandiera)    | A     | Francesco Virdis   |
| 19 | Italia (bandiera)    | C     | Alessio Ambrogetti |
| 20 | Italia (bandiera)    | D     | Roberto Biserni    |
| 22 | Italia (bandiera)    | P     | Nicola Ravaglia    |
| 23 | Italia (bandiera)    | C     | Giuseppe De Feudis |
| 24 | Italia (bandiera)    | C     | Ivan Piccoli       |
| 25 | Nigeria (bandiera)   | D     | Daniel Ola         |
| 26 | Argentina (bandiera) | A     | Ricardo Villar     |
| 27 | Senegal (bandiera)   | D     | Diaw Doudou        |
| 28 | Italia (bandiera)    | A     | Andrea Zanigni     |
| 29 | Italia (bandiera)    | A     | Andrea Moretti     |
| 30 | Italia (bandiera)    | D     | Marco Arrigoni     |
| 31 | Italia (bandiera)    | D     | Marco Zaninelli    |
| 35 | Italia (bandiera)    | A     | Umberto Del Core   |
| 43 | Italia (bandiera)    | C     | Maurizio Anastasi  |

## Risultati

### Campionato

#### Girone di andata
| Arbitro: | Celi (Campobasso) |

|             |           |             |
| Dionigi 74’ | Marcatori | 82’ Pestrin |

| Arbitro: | Romeo (Verona) |

|                                         |           |           |
| Ficagna 43’ Papa Waigo 56’ Salvetti 84’ | Marcatori | 35’ Nanni |

| Arbitro: | Lena (Ciampino) |

|  |           |           |
|  | Marcatori | 52’ Pellè |

| Arbitro: | Pierpaoli (Firenze) |

|                                     |           |                           |
| Pellè 26’ Piccoli 74’ F. Virdis 78’ | Marcatori | 11’, 65’ Carozza 45’ Luci |

| Arbitro: | Trefoloni (Siena) |

|                     |           |                |
| Bellucci 66’ (rig.) | Marcatori | 52’ Papa Waigo |

| Arbitro: | Salati (Trento) |

|  |           |               |
|  | Marcatori | 90+3’ Testini |

| Arbitro: | Giannoccaro (Lecce) |

|                |           |  |
| Papa Waigo 69’ | Marcatori |  |

| Arbitro: | Palanca (Roma) |

|                                           |           |                                               |
| Sculli 19’ G. Greco 23’ Adailton 37’, 79’ | Marcatori | 33’ (rig.) Savetti 78’ Lazzari 85’ Papa Waigo |

| Arbitro: | Iannone (Napoli) |

|                       |           |  |
| Pellè 13’ Pestrin 55’ | Marcatori |  |

| Arbitro: | Bertini (Arezzo) |

|                                              |           |                                             |
| Bernacci 16’, 41’ Doga 27’ (rig.) Caridi 35’ | Marcatori | 34’ (rig.) Salvetti 54’ F. Virdis 64’ Pellè |

| Arbitro: | Gervasoni (Mantova) |

|                         |           |                 |
| Sabato 10’ Salvetti 37’ | Marcatori | 90+2’ Margiotta |

| Arbitro: | Paparesta (Bari) |

|  |           |           |
|  | Marcatori | 68’ Pellè |

| Arbitro: | Messina (Bergamo) |

|                     |           |          |
| Salvetti 17’ (rig.) | Marcatori | 66’ Jeda |

| Arbitro: | Stefanini (Prato) |

|                                    |           |                               |
| Cellini 45’ Rabito 60’ Bonazzi 90’ | Marcatori | 12’, 40’ Papa Waigo 58’ Pellè |

| Arbitro: | Dondarini (Finale Emilia) |

|                |           |            |
| Papa Waigo 21’ | Marcatori | 19’ Calaiò |

| Arbitro: | Banti (Livorno) |

|                             |           |                |
| Del Piero 17’ Trezeguet 25’ | Marcatori | 62’ Papa Waigo |

| Cesena 19 dicembre 2006, ore 20:30 17ª giornata | Cesena        | 0 – 0 | Treviso | Stadio Dino Manuzzi\| Arbitro: \| Ciampi (Roma) \| |
| Arbitro:                                        | Ciampi (Roma) |       |         |                                                    |

| Arbitro: | Girardi (San Donà di Piave) |

|                                                 |           |  |
| Riccio 13’ Cacia 25’, 57’ (rig.) Campagnaro 90’ | Marcatori |  |

| Cesena 13 gennaio 2007, ore 16:00 19ª giornata | Cesena        | 0 – 0 | Lecce | Stadio Dino Manuzzi\| Arbitro: \| Lops (Torino) \| |
| Arbitro:                                       | Lops (Torino) |       |       |                                                    |

| Arbitro: | Pantana (Macerata) |

|                       |           |                |
| Cutolo 1’ William 51’ | Marcatori | 56’ Papa Waigo |

| Arbitro: | Pierpaoli (Firenze) |

|                            |           |                |
| Salvetti 1’ Papa Waigo 33’ | Marcatori | 82’ Cortellini |

#### Girone di ritorno
| Arbitro: | Iannone (Napoli) |

|                     |           |  |
| Salvetti 21’ (rig.) | Marcatori |  |

| Arbitro: | Gervasoni (Mantova) |

|           |           |                         |
| Tisci 75’ | Marcatori | 33’ Zaninelli 57’ Pellè |

| Arbitro: | Palanca (Roma) |

|           |           |                                |
| Pellè 32’ | Marcatori | 31’ (rig.) Schwoch 79’ Cavalli |

| Arbitro: | Zanzi (Lugo di Romagna) |

|                 |           |  |
| Vantaggiato 85’ | Marcatori |  |

| Arbitro: | Rosetti (Torino) |

|              |           |                                                 |
| Del Core 50’ | Marcatori | 10’ E. Filippini 17’, 38’ Marazzina 87’ Fantini |

| Arbitro: | Pierpaoli (Firenze) |

|                                                   |           |                |
| Kyriazis 15’ L. Della Rocca 62’ Marchesetti 90+4’ | Marcatori | 43’ Papa Waigo |

| Arbitro: | Stefanini (Prato) |

|  |           |                              |
|  | Marcatori | 12’ Pellicori 87’ Papa Waigo |

| Arbitro: | Ayroldi (Molfetta) |

|                         |           |              |
| Pellè 71’ Pellicori 88’ | Marcatori | 80’ G. Greco |

| Arbitro: | Velotto (Grosseto) |

|                                   |           |  |
| Floro Flores 29’ Volpato 32’, 53’ | Marcatori |  |

| Arbitro: | Pieri (Lucca) |

|            |           |             |
| Sabato 81’ | Marcatori | 55’ Spinale |

| Arbitro: | Orsato (Schio) |

|                                          |           |                |
| Margiotta 29’ Castillo 45’ Lodi 68’, 79’ | Marcatori | 32’ Bracaletti |

| Arbitro: | Mazzoleni (Bergamo) |

|             |           |  |
| Salvetti 2’ | Marcatori |  |

| Arbitro: | Giannoccaro (Lecce) |

|          |           |  |
| Matri 2’ | Marcatori |  |

| Arbitro: | Squillace (Catanzaro) |

|                           |           |                       |
| Papa Waigo 6’, 22’ (rig.) | Marcatori | 25’ Rabito 47’ Santos |

| Arbitro: | Palanca (Roma) |

|                      |           |  |
| Sosa 7’ Trotta 90+6’ | Marcatori |  |

| Arbitro: | Stefanini (Prato) |

|                             |           |                          |
| Salvetti 11’ Papa Waigo 56’ | Marcatori | 41’ Trezeguet 42’ Nedved |

| Arbitro: | Lops (Torino) |

|                  |           |               |
| Fava Passaro 52’ | Marcatori | 40’ De Feudis |

| Arbitro: | Orsato (Schio) |

|           |           |              |
| Pellè 59’ | Marcatori | 25’ Stamilla |

| Arbitro: | Marelli (Como) |

|                               |           |  |
| Osvaldo 59’ Valdes 79’ (rig.) | Marcatori |  |

| Arbitro: | Rocchi (Firenze) |

|  |           |                     |
|  | Marcatori | 20’ (rig.) Ferrante |

| Arbitro: | Tagliavento (Terni) |

|                                             |           |                              |
| Possanzini 6’, 15’ Mannini 40’ Serafini 77’ | Marcatori | 78’ Pellicori 81’ Bracaletti |

### Coppa Italia
| Arbitro: | Velotto (Grosseto) |

|  |           |            |
|  | Marcatori | 103’ Pellè |

| Arbitro: | Bertini (Arezzo) |

|                       |           |                           |
| Balzaretti 23’ (aut.) | Marcatori | 45’ Bojinov 74’ Del Piero |